# Tony Lamborn
Pas d'image ? Cliquez ici

a Compétitions nationales et continentales officielles uniquement.

b Matchs officiels uniquement.
Dernière mise à jour le 14 septembre 2021.
Tony Lamborn, né le 31 juillet 1991 à Timaru (Nouvelle-Zélande), est un joueur de rugby à XV international américain d'origine néo-zélandaise qui évolue au poste de troisième ligne aile. Il joue actuellement avec la province de Southland en NPC .

## Carrière

### En club
Tony Lamborn a fait ses études au Ashburton College (en) en Nouvelle-Zélande. Il quitta l'école à 16 ans et parti à Havelock North (en), au nord de son pays natal. 
Il a joué pour les équipes des moins de 18 et 20 ans de Hawke's Bay. 
Lamborn a fait ses débuts chez les Magpies en NPC en 2013, mais c'est en 2015 que ses performances ont commencé à attirer le regard. Il a été nommé meilleur joueur de Hawke's Bay en 2015, après avoir remporté la seconde division du NPC. Par la suite, il a été nommé membre du groupe élargi des Hurricanes en prévision de la saison 2016 de Super Rugby.

### En sélection nationale
En mai 2016, Tony Lamborn est sélectionné pour la première fois avec l'équipe des États-Unis pour la tournée de juin 2016. Il est sélectionnable avec les Eagles grâce à son père qui est de nationalité américaine.

## Vie privée
Tony Lamborn est le cousin de James King (en), ancien joueur de Super Rugby avec les Blues et les Melbourne Rebels.